# Drypetes rotensis
Drypetes rotensis là một loài thực vật có hoa trong họ Putranjivaceae. Loài này được Kaneh. mô tả khoa học đầu tiên năm 1934.